# 灰叶安息香
灰叶安息香（学名：Styrax calvescens）为安息香科安息香属下的一个种。

## 扩展阅读
- 維基物種上的相關：灰叶安息香